# Føroya Arbeiðarafelag
Føroya Arbeiðarafelag (FA) er Færøernes største fagforbund.
Føroya Arbeiðarafelag blev stiftet 18. december 1925 på Tvøroyri af lokale arbejder- og fiskerforeninger. Dens første formand var Maurentius Viðstein. Mange af initiativtagerne til Føroya Arbeiðarafelag havde været med til at danne det socialdemokratiske parti Javnaðarflokkurin nogen måneder tidligere, men der har ikke været en lige så nær forbindelse mellem Føroya Arbeiðarafelag og Javnaðarflokkurin, som mellem tilsvarende lønmodtagerorganisationer og socialdemokratiske partier i andre nordiske lande. Dette skyldes blandt andet, at en stor del af de færøske arbejdere og fiskere altid har stemt borgerligt, mens særlig fiskerne også har sympatiseret med venstrefløjspartiet Tjóðveldi. I Tvøroyri har socialdemokraterne dog altid fået mange stemmer, Tvøroyri kaldes Javnaðarflokkurins højborg. Således var det også ved lagtingsvalget 2015, hvor Javnaðarflokkurin fik to mandater valgt, da både borgmesteren, Kristin Michelsen, og viceborgmesteren Bjarni Hammer blev henholdsvis genvalgt og valgt.
I dag har Føroya Arbeiðarafelag over 30 lokalafdelinger med til sammen 5 000 medlemmer.

## Formænd
Ufuldstændig liste
- Georg F. Hansen 2011–d.d.
- Ingeborg Vinther 1980–2011
- Jóhannes Olsen ?–1980
- Maurentius Viðstein 1925–1931

## Lokale fagforeninger, der er medlemmer i FA
- Arbeiðsmannafelagið Beinisvørð, Sumba
- Arbeiðsmannafelagið Framtíðin, Vágur
- Fámjins Arbeiðarafelag, Fámjin
- Haldórsvíkar Sóknar Arbeiðarafelag, Haldórsvík
- Hvannasunds Sóknar Arbeiðarafelag, Norðdepil
- Skopunar Arbeiðsmannafelag, Skopun
- Sandavágs Arbeiðarafelag, Sandavágur
- Arbeiðarafelagið Hæddin, Saltangará
- Vestmanna Arbeiðarafelag, Vestmanna
- Tofta Arbeiðarafelag, Toftir
- Sunda Sóknar Arbeiðarafelag, Oyrarbakki
- Sørvágs Arbeiðarafelag, Sørvágur
- Sjóar Sóknar Arbeiðarafelag
- Sands Arbeiðarafelag, Sandur
- Arbeiðarafelagið Rubbishella, Porkeri
- Oyndafjarðar Arbeiðarafelag, Oyndarfjørður
- Miðvágs Arbeiðarafelag, Miðvágur
- Leirvíkar Arbeiðarafelag, Leirvík
- Kollafjarðar Arbeiðarafelag, Kollafjørður
- Kalsoyar Arbeiðarafelag, Húsar
- Hósvíkar Arbeiðarafelag, Hósvík
- Gøtu Arbeiðarafelag, Gøta
- Fuglafjarðar Arbeiðsmannafelag, Fuglafjørður
- Fuglafjarðar Arbeiðskvinnufelag, Fuglafjørður
- Fiskepigernes Fagforening, Tvøroyri
- Eiðis Arbeiðsmannafelag, Eiði
- Arbeiðsmannafelagið Roynd, Hvalba
- Arbeiðsmannafelagið Klettur, Søldarfjørður
- Arbeiðsmannafelagið Hov, Hov
- Arbeiðskvinnufelagið Vónin, Skopun
- Arbeiðskvinnufelagið Roynd, Hvalba
- Arbeiðskvinnufelagið Fjallbrúður, Vágur
- Arbeiðskvinnufelagið Drósan, Øravík
- Arbeiðarafelagið Lýsing, Skála[2]